# Бен-ле-Бен
Бен-ле-Бен (фр. Bains-les-Bains) — колишній муніципалітет у Франції, у регіоні Гранд-Ест, департамент Вогези. Населення — 1241 осіб (2011).
Муніципалітет був розташований на відстані близько 310 км на схід від Парижа, 125 км на південь від Меца, 24 км на південний захід від Епіналя.

## Історія
До 2015 року муніципалітет перебував у складі регіону Лотарингія. Від 1 січня 2016 року належав до нового об'єднаного регіону Гранд-Ест.
1 січня 2017 року Бен-ле-Бен, Арсо i Отмуже було об'єднано в новий муніципалітет Ла-Вож-ле-Бен.

## Демографія
Динаміка населення (INSEE ):
Розподіл населення за віком та статтю (2006):
| Стать | Всього | До 15 років | 15-24 | 25-44 | 45-64 | 65-85 | Понад 85 |
| --- | ------ | ----------- | ----- | ----- | ----- | ----- | -------- |
| Чоловіки | 605    | 84          | 122   | 96    | 179   | 104   | 20       |
| Жінки | 723    | 109         | 69    | 124   | 203   | 186   | 32       |
| \| Статево-вікова піраміда \| Статево-вікова піраміда \| Статево-вікова піраміда \| \| ----------------------- \| ----------------------- \| ----------------------- \| \| Чоловіки \| Вік \| Жінки \| \| 20 \| 85 + \| 32 \| \| 32 \| 80-84 \| 61 \| \| 24 \| 75-79 \| 69 \| \| 28 \| 70-74 \| 36 \| \| 20 \| 65-69 \| 20 \| \| 24 \| 60-64 \| 32 \| \| 41 \| 55-59 \| 69 \| \| 73 \| 50-54 \| 45 \| \| 41 \| 45-49 \| 57 \| \| 24 \| 40-44 \| 36 \| \| 36 \| 35-39 \| 32 \| \| 12 \| 30-34 \| 36 \| \| 24 \| 25-29 \| 20 \| \| 20 \| 20-24 \| 28 \| \| 102 \| 15-20 \| 41 \| \| 32 \| 10-14 \| 32 \| \| 36 \| 5-9 \| 36 \| \| 16 \| 0-4 \| 41 \| |        |             |       |       |       |       |          |
| Статево-вікова піраміда |        |             |       |       |       |       |          |
| Чоловіки | Вік    | Жінки       |       |       |       |       |          |
| 20 | 85 +   | 32          |       |       |       |       |          |
| 32 | 80-84  | 61          |       |       |       |       |          |
| 24 | 75-79  | 69          |       |       |       |       |          |
| 28 | 70-74  | 36          |       |       |       |       |          |
| 20 | 65-69  | 20          |       |       |       |       |          |
| 24 | 60-64  | 32          |       |       |       |       |          |
| 41 | 55-59  | 69          |       |       |       |       |          |
| 73 | 50-54  | 45          |       |       |       |       |          |
| 41 | 45-49  | 57          |       |       |       |       |          |
| 24 | 40-44  | 36          |       |       |       |       |          |
| 36 | 35-39  | 32          |       |       |       |       |          |
| 12 | 30-34  | 36          |       |       |       |       |          |
| 24 | 25-29  | 20          |       |       |       |       |          |
| 20 | 20-24  | 28          |       |       |       |       |          |
| 102 | 15-20  | 41          |       |       |       |       |          |
| 32 | 10-14  | 32          |       |       |       |       |          |
| 36 | 5-9    | 36          |       |       |       |       |          |
| 16 | 0-4    | 41          |       |       |       |       |          |

## Економіка
2010 року серед 750 осіб працездатного віку (15—64 років) 508 були активними, 242 — неактивними (показник активності 67,7%, у 1999 році було 67,0%). З 508 активних мешканців працювало 408 осіб (229 чоловіків та 179 жінок), безробітними було 100 (46 чоловіків та 54 жінки). Серед 242 неактивних 68 осіб було учнями чи студентами, 99 — пенсіонерами, 75 були неактивними з інших причин.

У 2010 році в муніципалітеті числилось 579 оподаткованих домогосподарств, у яких проживали 1164,0 особи, медіана доходів виносила 14 843,5 євро на одного особоспоживача